# Радищевський район
Радищевський район (рос. Радищевский район) — адміністративно-територіальна одиниця (район) та муніципальне утворення (муніципальний район) у південно-західній частині Ульяновської області Росії.
Адміністративний центр — смт Радищево.

## Історія
Район належить до Жовтого Клину.
Радищевський район було утворено у 1935 році, село Радищеве стало районним центром. До складу району увійшли 44 колгоспи, зернорадгосп «Сизранський» та дві МТС. Промисловість району складали: 8 млинів, 2 сирзаводи, 4 маслозаводи, овочесушильний завод, винне виробництво.

## Населення
| 1939    | 1959    | 1970    | 1979    | 1989    | 2002    | 2009    |
| ------- | ------- | ------- | ------- | ------- | ------- | ------- |
| 29 081  | ↘21 261 | ↘18 458 | ↘15 928 | ↘15 809 | ↘15 770 | ↘13 891 |
| 2010    | 2011    | 2012    | 2013    | 2014    | 2015    | 2016    |
| ↗14 284 | ↘14 218 | ↘13 797 | ↘13 436 | ↘13 109 | ↘12 834 | ↘12 638 |
| 2017    | 2018    | 2019    | 2020    | 2021    |         |         |
| ↘12 472 | ↘12 310 | ↘12 131 | ↘12 047 | ↘11 636 |         |         |